# Night Mission Pinball
Night Mission Pinball è un videogioco di flipper pubblicato da SubLOGIC nel 1982 per Apple II e in seguito convertito anche per altri home computer.
Un sondaggio della rivista statunitense Softalk lo metteva al 5º posto tra i più celebri software per Apple II di quell'anno.

## Modalità di gioco
Il gioco è un simulatore di flipper di tipo realistico, avente come tema decorativo una missione di bombardamento notturno di un B-17 Flying Fortress. Viene simulato anche l'inserimento delle monete nella macchina con l'apposito tasto. Il tabellone include 5 respingenti, 7 bersagli verticali, 9 bersagli a raso, 2 girevoli e altri elementi tipici dei flipper. Il giocatore controlla due alette, il sistema di lancio iniziale della pallina con forza regolabile, e può dare spintoni al flipper per alterare il moto della pallina, con il rischio però di mandare la macchina in tilt.
Una caratteristica insolita e complessa per l'epoca è la possibilità di modificare numerosi parametri di funzionamento della macchina. Digitando "FIX" durante il game over si entra nella modalità impostazione, dove si possono alterare parametri sia fisici, come la forza di gravità, sia di regole del gioco, come il numero di palline per partita. Un manuale cartaceo di 16 pagine a parte, solo per l'impostazione dei parametri, era allegato al gioco.